# Coelophysidae

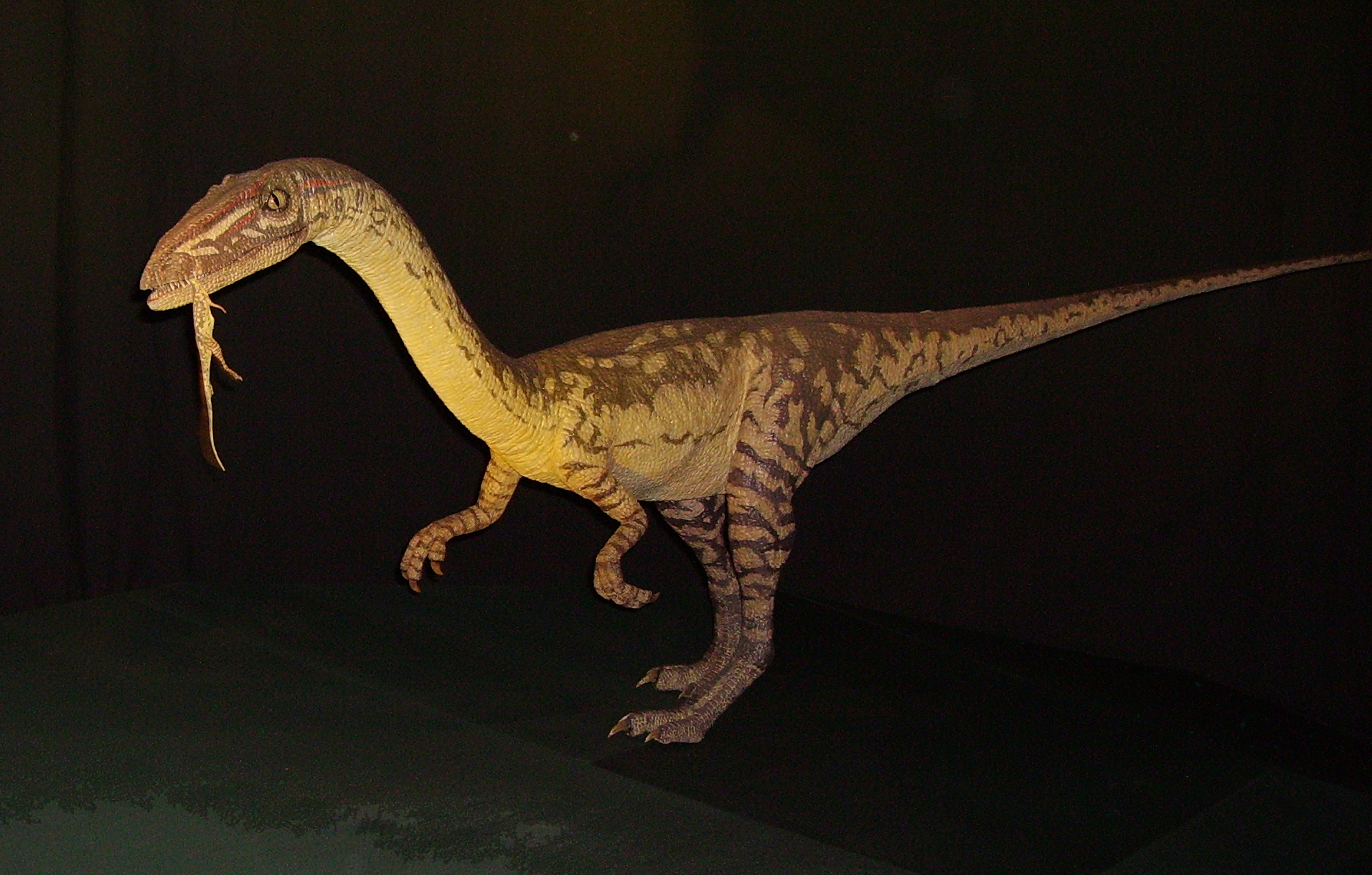
Coelophysis

De Coelophysidae zijn een groep theropode dinosauriërs.
In 1928 benoemde baron Nopcsa een onderfamilie Coelophysinae. In 1988 maakte Gregory S. Paul in zijn boek Predatory Dinosaurs of the World op basis daarvan een familie Coelophysidae zonder een definitie te geven.
In 1998 gaf Paul Sereno de eerste definitie als klade: de groep bestaande uit de laatste gemeenschappelijke voorouder van Coelophysis en Procompsognathus en al zijn afstammelingen.
In 2004 publiceerden Tykoski en Rowe een andere definitie omdat ze vonden dat de verwantschap van Procompsognathus wat onzeker was. Ten onrechte stelden ze dat die definitie al eerder in 1994 door Thomas Holtz gegeven was: de groep bestaande uit de laatste gemeenschappelijke voorouder van Coelophysis en Syntarsus en al zijn afstammelingen.
Sereno was het hier niet mee eens, ook omdat Syntarsus en Coelophysis zo nauw verwant zijn dat de groep wel een geen andere soorten zou kunnen omvatten. Hij maakte  zijn oude definitie in 2005 exacter door ook de soortnamen te geven: Coelophysis bauri en Procompsognathus triassicus.
De groep bestaat uit kleine roofsauriërs die leefden van het Carnien tot het Toarcien. Soms worden ze gezien als basale Ceratosauria, soms als deel van een als zustergroep van de klade Averostra opgevatte Coelophysoidea.

## Soorten en stamboom
Een mogelijke stamboom is:
- Coelophysidae
  - Gojirasaurus
  - Podokesaurus
  - Pterospondylus
  - Segisaurus
  - Procompsognathus
  - Coelophysinae
    - Coelophysis
    - Megapnosaurus (= "Syntarsus")